# سينابسين II

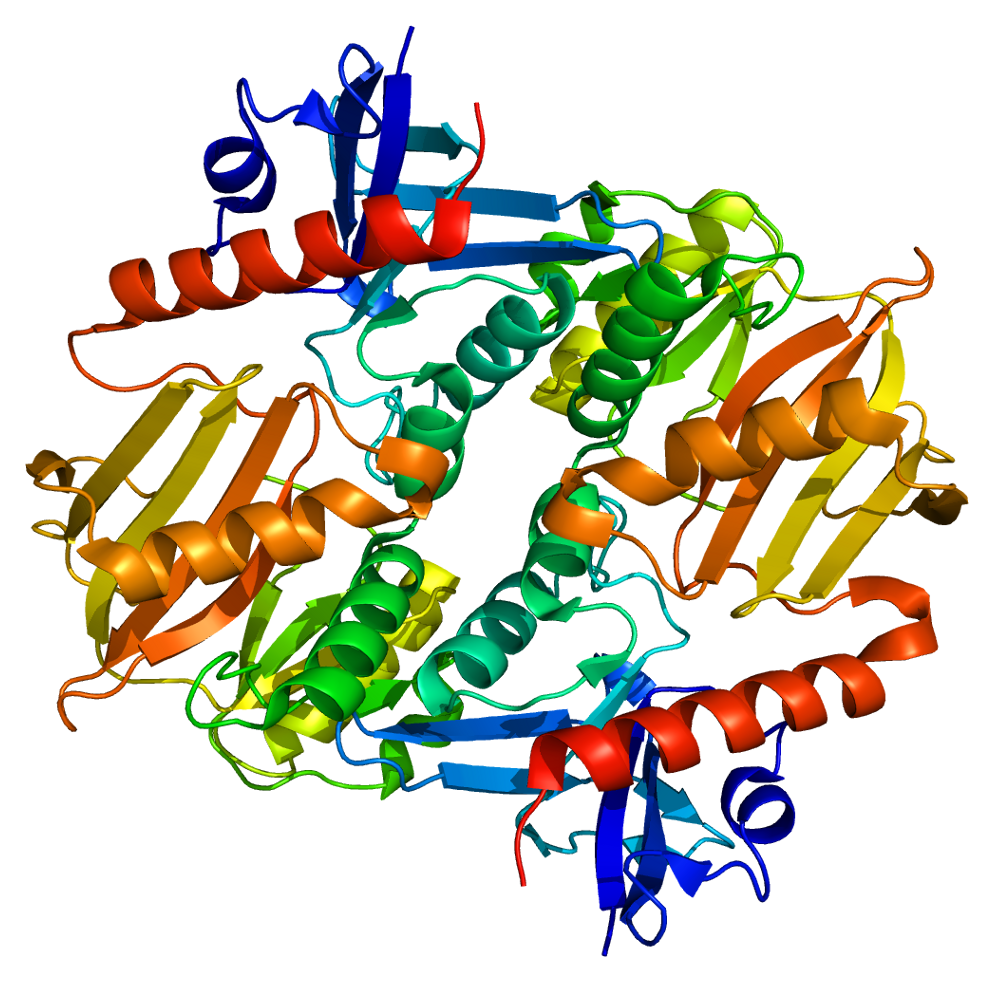

السينابسين II هو اسم يشمل السينابسين IIa والسينابسين IIb التي تتصف بأنها بروتينات فوسفاتية قريبة التطابق والتي تندرج ضمن عائلة السينابسين ويُرمز لها في الإنسان بجين SYN2  وتعمل السينابسين كركائز داخلية لسطح الحويصلات المتشابكة وتقوم بدور الموضحات الرئيسية في انطلاق الناقل العصبي عبر الغشاء قبل المشبكي للأعصاب المحورية في الجهاز العصبي.

## الجين
يظهر التضفير التبادلي لجين السينابسين II في صورتين متطابقتين ويتواجد جين TIMP4 داخل إنترون هذا الجين ويتم نسخه بطريقة معاكسة.

## البروتين
ينتمي السينابسين II لعائلة السينابسينات. وتقوم السينابسينات بتشفير البروتينات الفوسفاتية العصبية التي ترتبط بالسطح الهَيولِيّ للحويصلات المتشابكة. وتتسم أعضاء العائلة بأحياز بروتينية مشتركة. كما تشترك في المشابك العصبية وتحوير انطلاق الناقل العصبي حيث تقوم بتوضيح الدور المحتمل لها في الأمراض العصبية والنفسية المتعددة. ويقوم هذه العضو المنتمي لعائلة السينابسين بتشفير البروتين الفوسفاتي الخاص بالخلايا العصبية والذي يرتبط بالحويصلات المتشابكة الصغيرة بشكل انتقائي والموجودة في طرف العصب قبل المشبكي.
ويحتوي السينابسين II على نوعين من البروتينات، السينابسين IIa والسينابسين IIb، ويكون السينابسين IIa الأكبر في الشكلين المتماثلين. وتتراوح أوزانهما الجزيئية الظاهرة 74,000 و55،000 في كل فصل كهربائي لهلام دوديسيل كبريتات الصوديوم. ويشكل السينابسين II والسينابسين I ما يقرب من 9% من البروتينات في عينات الحويصلات المتشابكة عالية النقاء.

## الشكل
يتشارك السينابسين II مع البروتينات الفوسفاتية الأخرى المنتمية لعائلة السينابسين في أحياز مشتركة لتسلسل الحمض الأميني. حيث تشترك في نفس الطرف النيتروجيني، بينما يختلف السينابسين II عن السينابسين I في أحياز الطرف الكربوني. ويكون السنابسين II أقصر من السينابسين I، كما أنه لا يمتلك معظم الأحياز المطولة الموجودة في السينابسين I. وتشترك جميع السينابسينات فيما يقرب من 70% من ثملات الحمض الأميني بالإضافة إلى أنها تشترك في مواقع الفسفرة الشائعة في النواحي المتراكبة الموجودة في الأحياز المماثلة. ويحتوي حيز أ في البروتين العصبي على مواقع الفسفرة لكِيناز البرُوتين المعتمد على أحادي فوسفات الأدينوزين الحلقي وكيناز البروتين الأحادي المعتمد على الكالسيوم/ الكالمودولين، بينما يحتوي الحيز ب على موقعين لفسفرة البروتين كيناز المنشط بالميتوجين. وفي حيز البروتين ب وبين الأحماض الأمينية 43 و121 لتسلسل البروتين، يرتبط السينابسين II بمكون البروتين في غشاء السطح الخَلَوِيّ للحويصلات المتشابكة والعضيات الموجودة في الخلايا العصبية المسئولة عن حمل الناقلات العصبية.

## الوظيفة
يعمل السينابسين II على تنظيم الوظيفة المتشابكة للخلايا العصبية في الجهاز العصبي المحيطي. وتقوم هذه البروتينات الفوسفاتية كغيرها من بروتينات عائلة السينابسينات الأخرى بالترابط مع غشاء الحويصلات المتشابكة في طرف العصب قبل المشبكي للمحوار.
ويعد السينابسين IIa الشكل المتماثل الوحيد من ضمن الأشكال المتماثلة الأخرى للسينابسين الذي يعكس بشكل ملحوظ الانخفاض المشبكي والتأثير المجدد لكثافة الحويصلات المتشابكة داخل الخلايا العصبية غير السينابسينية. ويُعتقد أن السينابسين IIa يلعب دورًا رئيسيًا في تحريك الحويصلة المتشابكة وتنظيم التجمعات الإضافية في طرف العصب قبل المشبكي وذلك بسبب ما يمتلكه من تأثير تصحيحي على كثافة الحويصلات المتشابكة والقدرة على استرجاع الاستجابة المتشابكة المنخفضة في الخلايا العصبية في غياب الوجود المسبق للسينابسينات. ويؤدي غياب جميع السينابسينات في الخلايا العصبية إلى ظهور تغييرات سلوكية ونوبات صرعية. ويؤثر هذا الغياب في تنبيغ الإشارة العصبية عبر التشابكات الاسْتِثارِيّة والمثبطة للخلايا العصبية بشكل مغاير ويُعتقد بأنه مختص بالمشبك العصبي. ويظهر عدم تأثر تنبيغ الإشارة المبدئي إثر غياب السينابسينات، ولكن التنشيط المتكرر للخلايا العصبية الحُصَينِيّة غير السينابسينية المستنبتة أظهر استجابات منخفضة في المشبك العصبي الاسْتِثارِيّ. ويقل تنبيغ الإشارة الأساسية للخلايا العصبية عند الغياب المسبق للسينابسينات في المشبك العصبي المثبط، ولكن يكون مستوى انخفاض التنبيغ أقل تأثرًا بالتنبيه المترقي.
ومع ذلك، فإن استرداد الخلايا العصبية للسينابسين IIa في حالة الغياب المسبق للسينابسينات يمكن أن يسترد جزءًا من تنبيغ الإشارة المفقودة على الراجح كما يقوم بإبطاء عملية انخفاض الاستجابة المتشابكة مع التنبيه المترقي. ويمكن أن يملك الشكل الأسوي للسينابسين IIb نفس التأثير ولكن بصورة أضعف. وخلال عملية الفلورة والتلون، فقد تبين أن السينابسين IIa يعمل على زيادة رقم وكثافة الحويصلات المتشابكة الجلوتاميرغية في طرف عصب المحوار العصبي. وتُنسب عملية استرداد تنبيغ الإشارة العصبية إلى زيادة كثافة الحويصلات المتشابكة التي تحمل الناقلات العصبية إلى الفلح المتشابك ومقدار الحويصلات المتشابكة في التجمع الإضافي في وجود السينابسين IIa. وبالتالي، فإن ذلك يعكس الزيادة في عدد الحويصلات المتوفرة للتحرك من التجمع الإضافي إلى تجمع الانطلاق الجاهز. ويعتبر التجمع الإضافي هو تجمع للحويصلات المتشابكة الموجودة في الطرف العصبي بعيدًا عن غشاء المحوار، ولكنها غير جاهزة للانطلاق أو ليست داخل تجمع الانطلاق الجاهز. وهذه الحويصلات الموجودة في التجمع الانطلاق الجاهز تكمن بالقرب من الغشاء عبر المشبكي ومبرمجة لإطلاق الناقلات العصبية لتنبيغ الإشارة العصبية.

## التفاعلات
تبين أن السينابسين II يتفاعل مع السينابسين .

## الأهمية الإكلينيكية
يمكن أن ترتبط طفرات جين السينابسين II مع ظهور الوظيفة قبل المشبكية الشاذة وانفصام الشخصية.

## كتابات أخرى
- Südhof TC, Czernik AJ, Kao HT؛ وآخرون (1989). "Synapsins: mosaics of shared and individual domains in a family of synaptic vesicle phosphoproteins". Science. ج. 245 ع. 4925: 1474–80. DOI:10.1126/science.2506642. PMID:2506642. {{استشهاد بدورية محكمة}}: Explicit use of et al. in: |مؤلف= (مساعدة)صيانة الاستشهاد: أسماء متعددة: قائمة المؤلفين (link)
- Greengard P, Valtorta F, Czernik AJ, Benfenati F (1993). "Synaptic vesicle phosphoproteins and regulation of synaptic function". Science. ج. 259 ع. 5096: 780–5. DOI:10.1126/science.8430330. PMID:8430330.{{استشهاد بدورية محكمة}}:  صيانة الاستشهاد: أسماء متعددة: قائمة المؤلفين (link)
- Petersohn D, Schoch S, Brinkmann DR, Thiel G (1995). "The human synapsin II gene promoter. Possible role for the transcription factor zif268/egr-1, polyoma enhancer activator 3, and AP2". J. Biol. Chem. ج. 270 ع. 41: 24361–9. DOI:10.1074/jbc.270.41.24361. PMID:7592648.{{استشهاد بدورية محكمة}}:  صيانة الاستشهاد: أسماء متعددة: قائمة المؤلفين (link) صيانة الاستشهاد: دوي مجاني غير معلم (link)
- Li L, Chin LS, Greengard P؛ وآخرون (1996). "Localization of the synapsin II (SYN2) gene to human chromosome 3 and mouse chromosome 6". Genomics. ج. 28 ع. 2: 365–6. DOI:10.1006/geno.1995.1162. PMID:8530057. {{استشهاد بدورية محكمة}}: Explicit use of et al. in: |مؤلف= (مساعدة)صيانة الاستشهاد: أسماء متعددة: قائمة المؤلفين (link)
- Xie Y (1996). "Cloning and sequencing analysis of a human synapsin IIb-encoding brain cDNA". Gene. ج. 173 ع. 2: 289–90. DOI:10.1016/0378-1119(96)00234-X. PMID:8964517.
- Hosaka M, Südhof TC (1998). "Synapsins I and II are ATP-binding proteins with differential Ca2+ regulation". J. Biol. Chem. ج. 273 ع. 3: 1425–9. DOI:10.1074/jbc.273.3.1425. PMID:9430678.{{استشهاد بدورية محكمة}}:  صيانة الاستشهاد: دوي مجاني غير معلم (link)
- Witke W, Podtelejnikov AV, Di Nardo A؛ وآخرون (1998). "In mouse brain profilin I and profilin II associate with regulators of the endocytic pathway and actin assembly". EMBO J. ج. 17 ع. 4: 967–76. DOI:10.1093/emboj/17.4.967. PMC:1170446. PMID:9463375. {{استشهاد بدورية محكمة}}: Explicit use of et al. in: |مؤلف= (مساعدة)صيانة الاستشهاد: أسماء متعددة: قائمة المؤلفين (link)
- Hosaka M, Südhof TC (1999). "Homo- and heterodimerization of synapsins". J. Biol. Chem. ج. 274 ع. 24: 16747–53. DOI:10.1074/jbc.274.24.16747. PMID:10358015.{{استشهاد بدورية محكمة}}:  صيانة الاستشهاد: دوي مجاني غير معلم (link)
- Porton B, Kao HT, Greengard P (2000). "Cloning of cDNAs encoding human synapsins IIa and IIb". DNA Seq. ج. 10 ع. 1: 49–54. PMID:10565545.{{استشهاد بدورية محكمة}}:  صيانة الاستشهاد: أسماء متعددة: قائمة المؤلفين (link)
- Hosaka M, Hammer RE, Südhof TC (1999). "A phospho-switch controls the dynamic association of synapsins with synaptic vesicles". Neuron. ج. 24 ع. 2: 377–87. DOI:10.1016/S0896-6273(00)80851-X. PMID:10571231.{{استشهاد بدورية محكمة}}:  صيانة الاستشهاد: أسماء متعددة: قائمة المؤلفين (link)
- Kao HT, Porton B, Hilfiker S؛ وآخرون (2000). "Molecular evolution of the synapsin gene family". J. Exp. Zool. ج. 285 ع. 4: 360–77. DOI:10.1002/(SICI)1097-010X(19991215)285:4<360::AID-JEZ4>3.0.CO;2-3. PMID:10578110. {{استشهاد بدورية محكمة}}: Explicit use of et al. in: |مؤلف= (مساعدة)صيانة الاستشهاد: أسماء متعددة: قائمة المؤلفين (link)
- Spielhaupter C, Schätzl HM (2002). "PrPC directly interacts with proteins involved in signaling pathways". J. Biol. Chem. ج. 276 ع. 48: 44604–12. DOI:10.1074/jbc.M103289200. PMID:11571277.{{استشهاد بدورية محكمة}}:  صيانة الاستشهاد: دوي مجاني غير معلم (link)
- Jaffrey SR, Benfenati F, Snowman AM؛ وآخرون (2002). "Neuronal nitric-oxide synthase localization mediated by a ternary complex with synapsin and CAPON". Proc. Natl. Acad. Sci. U.S.A. ج. 99 ع. 5: 3199–204. DOI:10.1073/pnas.261705799. PMC:122496. PMID:11867766. {{استشهاد بدورية محكمة}}: Explicit use of et al. in: |مؤلف= (مساعدة)صيانة الاستشهاد: أسماء متعددة: قائمة المؤلفين (link)
- Strausberg RL, Feingold EA, Grouse LH؛ وآخرون (2003). "Generation and initial analysis of more than 15,000 full-length human and mouse cDNA sequences". Proc. Natl. Acad. Sci. U.S.A. ج. 99 ع. 26: 16899–903. DOI:10.1073/pnas.242603899. PMC:139241. PMID:12477932. {{استشهاد بدورية محكمة}}: Explicit use of et al. in: |مؤلف= (مساعدة)صيانة الاستشهاد: أسماء متعددة: قائمة المؤلفين (link)
- Ota T, Suzuki Y, Nishikawa T؛ وآخرون (2004). "Complete sequencing and characterization of 21,243 full-length human cDNAs". Nat. Genet. ج. 36 ع. 1: 40–5. DOI:10.1038/ng1285. PMID:14702039. {{استشهاد بدورية محكمة}}: Explicit use of et al. in: |مؤلف= (مساعدة)صيانة الاستشهاد: أسماء متعددة: قائمة المؤلفين (link)
- Chen Q, He G, Wang XY؛ وآخرون (2004). "Positive association between synapsin II and schizophrenia". Biol. Psychiatry. ج. 56 ع. 3: 177–81. DOI:10.1016/j.biopsych.2004.05.010. PMID:15271586. {{استشهاد بدورية محكمة}}: Explicit use of et al. in: |مؤلف= (مساعدة)صيانة الاستشهاد: أسماء متعددة: قائمة المؤلفين (link)
- Chen Q, He G, Qin W؛ وآخرون (2005). "Family-Based Association Study of Synapsin II and Schizophrenia". Am. J. Hum. Genet. ج. 75 ع. 5: 873–7. {{استشهاد بدورية محكمة}}: Explicit use of et al. in: |مؤلف= (مساعدة)صيانة الاستشهاد: أسماء متعددة: قائمة المؤلفين (link)